# Panasonic
A Panasonic (パナソニック; Hepburn: Panasonikku) a Matsushita Electric Industrial Co. nemzetközi védjegye, amely japán elektromos termékeket gyárt.

## Története

### XX. század
A Matsushita Electric Industrial Co., Ltd.-t Macusita Konoszuke alapította 1918-ban. Első termékeik közt elektromos csatlakozódugók, kétutas aljzatok és kerékpárlámpák szerepeltek. 1933-ra már több mint 200 termék gyártásával foglalkozott a vállalat, majd 1955-ben megszületett a Panasonic márkanév. A tengerentúli terjeszkedés 1959-ben vette kezdetét, mára világszerte élen jár a széles körű fogyasztói, üzleti és ipari szükségleteket kielégítő elektronikus termékek fejlesztésében és gyártásában. Összesen 328 000 alkalmazottal rendelkezik, termékeinek száma pedig meghaladja a tizenötezret. Nyilvánosságra hozható finanszírozási adatokról tájékozódni lehet.

### XXI. század
2008. október 1-jétől a Matsushita Electric Industrial Co., Ltd. új neve Panasonic Corporation. A névváltozás a csoport néhány vállalatát is érinti, amelyek nevében eddig a Matsushita vagy a National szerepelt. A név megváltozásával egy időben a Panasonic Japánban a márka Nationalről Panasonicra módosítását is megkezdte, amely a tervek szerint 2010 márciusára fejeződik be.

## Technológia és termékek
A cég plazmatévéket, LCD-paneleket, DVD- és Blu-ray-lejátszókat ad el. Videokamerákat, telefonkészüléket, porszívókat, mikrohullámú sütőket, borotvákat, vetítőket (házimozi), digitális fényképezőgépeket (A fotózás történetében a fordulat a digitális fényképezőgépek megjelenésével 1980 körül kezdődött.), elemeket, laptopokat (Toughbook), hordozható CD-lejátszókat, analóg magnódeckeket és hazai sztereoberendezéseket gyártanak, amiket az „Ideas for Life” szlogennel reklámoznak.

## Marketing
A második világháború után a cég marketingpolitikája keretében például nevet változtatott, részt vett a japán televíziózás beindításában.
Az internet beindulásával saját honlappal jelent meg az anyavállalat és a leányvállalatok is az internet világában. A házimozi elterjedésével a Panasonic is létrehozta kapcsolódó termékeit.

## Helye a világgazdaságban
A Panasonic Corporation világszerte vezető szerepet játszik a fogyasztói, üzleti és ipari igényeket kielégítő elektronikus termékek széles körének fejlesztésében és gyártásában.[forrás?] A vállalat székhelye Japán Oszaka prefektúrájában található. A 2009. március 31-én véget ért pénzügyi évben a vállalat konszolidált nettó eladásai elérték a 7,77 billió jent (78,4 milliárd amerikai dollár).[forrás?] A vállalat részvényeit jegyzik Tokióban, Oszakában, Nagojában és a New York-i tőzsdén (NYSE: PC). További információért a vállalatról és a Panasonic márkáról.
A Panasonic Corporation észak-amerikai név. A Matsushita Electric cég nevét 2005 előtt ismerték.
A Shop@Panasonic az Egyesült Királyságban és Írországban egyik boltnak a leányvállalata, ami telefont ad el csak ennek a cégnek. A bolt Sony Centre néven ismert. Ez általában bevásárlóközpontokban, mint például Centrale-ban helyezkedik el. A pénzt a Panasonic cég kapja.

## A cég Magyarországon
Panasonic Marketing Europe GmbH South-East Europe Fióktelep. A vállalat 1994-es megalapításakor a Panasonic Magyarország Kft. nevet viselte, amely 2007-ben módosult Panasonic South-East Europe Kft.-re (PSEE), 2010. július 1-jével pedig Panasonic Marketing Europe GmbH South-East Europe Fióktelepre. A 103 munkatárssal dolgozó, 10 ország értékesítési feladatait ellátó regionális központ szórakoztató elektronikai és irodatechnikai termékek forgalmazásával foglalkozik. A PSEE több szegmensben is piaci helyzetét tekintve előkelő helyet foglal el, egyebek mellett a plazmatelevíziók, DVD-felvevők, valamint a digitális fényképezőgépek és videokamerák területén.[forrás?]

## Képgaléria
- Oszakai székház
- Panasonic Blu-ray lemez
- Panasonic camcorder, kamera
- Panasonic CF–U1 táblagép
- Panafax UF–332 típusú faxgép